# Хаген, Эрнест-Август
Эрнест-Август Хаген (нем. Ernst August Hagen; 12 апреля 1797, Кёнигсберг, Королевство Пруссия — 15 февраля 1880, там же) — немецкий писатель

 и поэт, педагог, искусствовед, историк искусства и литературы. Доктор наук (1821).

## Биография
Родился в семье химика, придворного фармацевта Карла Готфрида Хагена. Двоюродный брат физика и гидростроителя, академика Готтхильфа Генриха Людвига Хагена.
Вместе со своими братьями и сыновьями короля Пруссии Фридриха Вильгельма III — Фридрихом Вильгельмом и Вильгельмом обучался у своего отца.
Позже окончил Альтшадтскую гимназию. С 1816 года изучал медицину в университете Кёнигсберга, затем продолжил обучение искусству на философском факультете.
Ещё будучи студентом, в 1820 г. напечатал поэму «Olfrid und Lisena», о которой с похвалой отозвался Гёте (в «Kunst und Altertum»), a в 1828 г. молодой поэт издал сборник стихотворений.
Во время своей двухлетней образовательной поездки в Рим, которая проходила через Гёттинген и южную Германию, познакомился с Карлом Фридрихом Гауссом, Иоганном Вольфгангом фон Гёте, Жаном Полем и Бертелем Торвальдсеном и другими. Вернувшись в родной город в 1824 году, начал читать лекции по истории искусства и литературы.
В 1825 г. был назначен адъюнкт-профессором, а в 1831 г. — полным профессором. Занимал кафедру истории литературы и искусства в Кёнигсберге. Ему также было поручено следить за коллекциями произведений искусства Кёнигсбергского университета.
Был одним из основателей Кенигсбергского художественно-торгового объединения в 1832 году и помогал организовывать ежегодные выставки. В 1838 году инициировал строительство Городского музея, открытого в 1841 г.
Большим успехом пользовались новеллы писателя на сюжеты из истории искусства: «Norica, nürnbergische Novellen aus alter Zeit» (Бресл., 1827; 5 изд. Лейпц., 1876); «Die Chronik seiner Vaterstadt vom Florentiner Ghiberti» (там же, 1833, 2 изд. 1861); «Leonardo da Vinci in Mailand» (1840).

## Избранные произведения
- Olfried und Lisena. Ein romantisches Gedicht in zehn Gesängen. 1820.
- Gedichte. 1822
- Norica, das sind Nürnbergische Novellen aus alter Zeit. Nach einer Handschrift aus dem sechzehnten Jahrhunderts. Breslau, 1829[5], Norika Alt-Nürnbergische Geschichten von August Hagen, neu herausgegeben von Arthur Schurig, Dresden 1920
- Ueber die Gypsabgüsse nach Antiken auf der Universität zu Königsberg. 1827.
- Die Chronik seiner Vaterstadt vom Florentiner Ghiberti. Breslau, 1833
- Der Dom zu Königsberg in Preußen. Eine kirchen- und kunstgeschichtliche Schilderung. Königsberg, 1833;
- De Anaglypho quod est Marienburgi, commentatio. Königsberg, 1834
- Beschreibung der Gemäldeausstellungen. Königsberg, 1837
- Die Wunder der heil. Katharina von Siena. Leipzig, 1840
- Leonardo da Vinci in Mailand. Leipzig, 1840
- Ueber die St. Adalberts-Kapelle in Tenkitten. In: Neue Preußische Provinzial-Blätter. Band 5, Königsberg 1848, S. 256—276.
- Geschichte des Theaters in Preußen. Königsberg, 1854
- Die deutsche Kunst in unserm Jahrhundert. Berlin, 1855
- Max v. Schenkendorfs Gedichte. Mit einem Lebensabriß und Erläuterungen. (Herausgabe v. A. Hagen), Berlin, 1862
- Max v. Schenkendorfs Leben, Denken und Dichten. Berlin, 1863
- Acht Jahre aus dem Leben Michelangelo Bonarrottis. Berlin, 1869
- Königsberg’s Kupferstecher und Formschneider im 16. und 17. Jahrhundert. Königsberg, 1879
- Eduard der Dritte: Trauerspiel in fünf Aufzügen. Leipzig, 1879